# Resolució 294 del Consell de Seguretat de les Nacions Unides
La Resolució 294 del Consell de Seguretat de les Nacions Unides fou adoptada el 15 de juliol de 1971, pertorbats per les habituals violacions per part de Portugal del territori Senegalès i la recent col·locació de mines dins d'aquesta nació, que s'estava donant refugi als guerrillers independentistes de PAIGC, durant la Guerra colonial portuguesa. El Consell va prendre nota de la incapacitat de Portugal en complir les resolucions anteriors i va exigir que cessessin immediatament tots els actes de violència i destrucció al Senegal i respectar la seva integritat territorial. El Consell va incloure les condemnes habituals i va demanar que el Secretari General enviés urgentment una missió especial dels membres del Consell assistits pels seus experts militars per dur a terme una investigació sobre els fets de la situació i fer recomanacions.
La resolució va ser aprovada amb 13 vots a favor i cap en contra; el Regne Unit i els Estats Units es van abstenir.